# EIRP
EIRP (ang. equivalent isotropically radiated power, effective isotropically radiated power), zastępcza (równoważna, ekwiwalentna) moc wypromieniowana izotropowo – moc, jaka musiałaby zostać doprowadzona do anteny izotropowej, aby w odbiorniku otrzymać taki poziom sygnału, jaki wystąpiłby przy wykorzystaniu anteny kierunkowej w kierunku jej maksymalnego promieniowania.
EIRP wyrażana jest w jednostkach dBi i obliczana ze wzoru:
{\displaystyle EIRP\ \mathrm {[dBi]} =10\log _{10}\left({\tfrac {P\ \mathrm {[mW]} }{1\ \mathrm {mW} }}\right),}
gdzie {\displaystyle P} – moc wypromieniowana izotropowo.
Ze względu na to, że zysk energetyczny anteny wyrażony w dBi jest o 2,15 dB większy niż zysk anteny wyrażony w dBd, to:
{\displaystyle EIRP=ERP+2{,}15.}
Często, szczególnie dla wygody przeprowadzania obliczeń, EIRP wyrażana jest w jednostkach dBW (moc w decybelach w odniesieniu do mocy 1 W), lub dBm (moc w decybelach w odniesieniu do mocy 1 mW).
Dla instalacji nadawczej złożonej z nadajnika, linii zasilającej i anteny, EIRP można obliczyć ze wzoru:
{\displaystyle EIRP=P-l\cdot T_{k}+G_{i},}
gdzie:
{\displaystyle EIRP} i {\displaystyle P} – moc nadajnika podana w dBm,
{\displaystyle l} – długość kabla podana w m,
{\displaystyle T_{k}} – tłumienność kabla, w dB/m,
{\displaystyle G_{i}} – zysk anteny w stosunku do anteny izotropowej, w dBi.

## Przykłady
Przykładowo dla wypromieniowanej mocy o wartości 100 mW EIRP wynosi:
{\displaystyle EIRP=10\log _{10}\left({\tfrac {100\ \mathrm {mW} }{1\ \mathrm {mW} }}\right)=10\log _{10}(100)=10\cdot 2=20\ \mathrm {dBm} .}
Dla nadajnika o mocy 1 mW podłączonego bez strat do anteny izotropowej EIRP wynosiła by 0 dBm. Dla rzeczywistych układów nadawczych, aby obliczyć EIRP, należy uwzględnić także straty wnoszone przez tor nadawczy i zysk anteny.
Dla nadajnika o mocy 50 mW podłączonego do anteny o zysku 12 dBi, kablem o tłumienności 0,55 dB/m i o długości 18 metrów efektywna moc wypromieniowana izotropowo wynosi:
{\displaystyle EIRP=10\log _{10}\left({\tfrac {50\ \mathrm {mW} }{1\ \mathrm {mW} }}\right)-18\cdot 0{,}55+12=10\cdot 1{,}7-9{,}9+12=19{,}1\ \mathrm {dBm} .}

## Zastosowania
Wartość EIRP jest istotna między innymi przy obliczeniach parametrów sieci WLAN. Według obowiązujących przepisów dla pasma 2,4 GHz EIRP nie może przekroczyć 20 dBm. EIRP jest użyteczna także w dziedzinie BHP i ochrony środowiska, gdyż umożliwia porównanie poziomu pola elektromagnetycznego dla różnych anten na kierunkach maksymalnego promieniowania, a więc potencjalnej ich szkodliwości dla ludzi. Należy jednak zauważyć, że anteny o dużym zysku mają wąskie charakterystyki promieniowania i zawieszone na stosunkowo dużej wysokości nie wytwarzają wokół masztu, w miejscu dostępnym dla ludności, szkodliwego poziomu pola elektromagnetycznego. Nie jest prawdą, że po zastosowaniu anteny o zysku 30 dBi z nadajnika o mocy 1 W wypromieniowana zostanie moc 1000 W, czyli o 30 dB większa. Zysk anteny jest bezpośrednio związany z jej właściwościami kierunkowymi; im jest wyższy, tym antena jest bardziej kierunkowa, a więc moc promieniowana jest w węższej wiązce.